# Gyula Breyer
Pour les articles homonymes, voir Breyer.
Dans le nom hongrois Breyer Gyula, le nom de famille précède le prénom, mais cet article utilise l’ordre habituel en français Gyula Breyer, où le prénom précède le nom.
Gyula Breyer, né le 30 avril 1893 à Budapest, et mort le 9 novembre 1921 à Bratislava, était un joueur d'échecs hongrois. 
Il fut, avec Richard Réti et Aaron Nimzowitsch, l'un des fondateurs de l'École hypermoderne.

## Carrière
En 1912, Breyer remporte le championnat d'échecs de Hongrie à Temesvár. En 1920, il termine premier dans un tournoi à Berlin, devant Bogoljubov, Tartacover, Réti, Maroczy et Tarrasch. Breyer avait un score positif contre Max Euwe (devenu plus tard champion du monde).
En 1921, Breyer établit un nouveau record de parties d'échecs en aveugle, en jouant 25 parties en même temps. Il a également édité Szellemi Sport, un magazine consacré aux problèmes d'échecs, et composé au moins une étude d'analyse rétrograde brillante.
Une maladie du cœur a coupé court à la prometteuse carrière d'échecs de Breyer. Il meurt en 1921 à Bratislava, à l'âge de 28 ans. Il est enterré à Bratislava et, après exhumation en 1987, inhumé dans le cimetière Kerepesi à Budapest.

## Apports à la théorie
Dans la théorie échiquéenne, on retrouve plusieurs variantes d'ouvertures portant son nom. 
Il est notamment l'auteur d'une variante de la partie espagnole, la variante Breyer : 1.e4 e5 2.Cf3 Cc6 3.Fb5 a6 4.Fa4 Cf6 5.0-0 Fe7 6.Te1 b5 7.Fb3 d6 8.c3 0-0 9.h3 Cb8, très souvent utilisée par le champion du monde Boris Spassky, et d'une autre variante dans le gambit du roi accepté : 1.e4 e5 2.f4 exf4 3.Df3.

## Figure de proue de l'École hypermoderne
Breyer a déclaré : « After 1. e4, White's game is in its last throes » que l'on peut traduire par : « 1. e4 est le début de la désagrégation du camp blanc ». Une autre traduction est : « Après 1. e4, les Blancs sont à l'agonie ». Le raisonnement de Breyer est le suivant : le pion en e4 occupe classiquement le centre, mais ne contrôle pas la case où il se trouve et donne même une cible aux Noirs.
De fait, à part les ouvertures pratiquées lors de sa simultanée à l'aveugle de 1921, Breyer a surtout joué 1. d4 à la fin de sa vie. Quant-à l'École hypermoderne, elle a conduit à un intérêt accru pour les ouvertures qui refusent d'occuper prématurément le centre et préfèrent le contrôler par des pions ou des pièces, ou qui attaquent un centre adverse dont on a volontairement permis la constitution.
Ces idées, notamment sur la flexibilité de la position et la préparation de la rupture centrale, étaient en avance pour l'époque et ont influencé le développement du jeu positionnel et hypermoderne. Contrairement aux joueurs strictement positionnels de son époque, Breyer préconisait des plans impliquant, plutôt que des manœuvres directes, des replacements de pièces, comme son repli du Cavalier en b8 dans lavariante Breyer de la partie espagnole, coup apparemment paradoxal qui permet la préparation de la poussée ...d5.

## Exemples de parties
Gyula Breyer - Jan F. Esser (en), Budapest, 1917,
1. d4 d5 2. c4 c6 3. e3 Cf6 4. Cc3 e6 5. Fd3 Fd6 6. f4! 0-0 7. Cf3 dxc4 8. Fb1! b5 9. e4 Fe7 10. Cg5 h6 11. h4! g6 12. e5 hxg5 13. hxg5 Cd5 14. Rf1!! Cxc3 15. bxc3 Fb7 16. Dg4 Rg7 17. Th7+!! Rxh7 18. Dh4+ Rg7 19. Dh6+ Rg8 20. Fxg6 fxg6 21. Dxg6+ Rh8 22. Dh6+ Rg8 23. g6 Tf7 24. gxf7+ Rxf7 25. Dh5+ Rg7 26. f5! exf5 27. Fh6+ 1-0.
Max Euwe – Gyula Breyer, Vienne, 1921
1. e4 Cc6 2. Cc3 Cf6 3. d4 e5 4. dxe5 Cxe5 5. f4 Cc6 6. e5 Cg8 7. Fc4 d6 8. Cf3 Fg4 9. 0-0 Dd7 10. De1 0-0-0 11. Cg5 dxe5 12. Rh1 f6 13. Cf7 Ca5 14. Cxd8 Cxc4 15. De4 Cd6 16. Db4 Fe7 17. fxe5 fxe5 18. Cxb7 Cxb7 19. Tf8+ Fxf8 20. Dxf8+ Dd8 21. Dxg7 Cf6 22. Fg5 Tg8 23. Dh6 Tg6 24. Dh4 Cd6 25. Tf1 Cf5 26. Dxg4 Cxg4 27. Fxd8 Cge3 28. Tf3 Rxd8 29. h3 Tg3 30. Txg3 Cxg3+ 0–1.